# Караконыр
Караконыр (каз. Шубатцехы) — село в Отырарском районе Туркестанской области Казахстана. Входит в состав Караконырского сельского округа. Код КАТО — 514839503.

## Население
В 1999 году население села составляло 169 человек (95 мужчин и 74 женщины). По данным переписи 2009 года, в селе проживали 232 человека (125 мужчин и 107 женщин).